# Đ

Ilustrace

Đ (minuskule đ) je písmeno latinky. Vyskytuje se v chorvatštině, bosenštině, srbštině, vietnamštině, v jedné z abeced votštiny a ve skoltské, severní a inarijské sámštině. Znak je složen z písmene D a šikmé čárky. Jeho majuskule je opticky shodná se znakem eth (Ð, ð) a africkým D (Ɖ, ɖ), se kterými by se však neměla zaměňovat.
V chorvatštině se čte jako /dʑ/ (dž), ve votštině jako palatalizované d – [dʲ] – a jeho variantou v ostatních pravopisech je ď, ve vietnamštině je výslovnost /d/, přičemž písmeno d se vyslovuje /z/.

## Zápis na klávesnici
- „đ” – pravý Alt (Alt Gr) + S
- „Đ” – pravý Alt (Alt Gr) + D